# Le Grand Rex
Le Grand Rex est un emblématique complexe de cinéma et de spectacles situé à Paris, reconnaissable à son style Art déco caractéristique de l'architecture des années 1930.

## Situation et accès
Le Grand Rex est situé au no 1, boulevard Poissonnière dans le 2e arrondissement, sur les grands boulevards.
Ses façades et toitures, ainsi que la salle et son décor font l'objet d'une inscription au titre des monuments historiques par arrêté du 5 octobre 1981. En 2025, un magazine américain place le Grand Rex en tête de son classement des plus beaux cinémas du monde.
Le cinéma peut accueillir plus de 2 700 personnes dans sa grande salle et affiche en moyenne une fréquentation de 1 million de visiteurs par an ;  deux de ses sept salles (la grande salle et la salle 5) sont accessibles aux personnes à mobilité réduite,,,.
Le Grand Rex est desservi par les lignes 8 et 9 à la station Bonne-Nouvelle.

## Historique

### Fondation
Au début des années 1930, Jacques Haïk, riche producteur et distributeur du monde du cinéma, est alors propriétaire de l'Olympia. Il se lance dans la construction d'une salle complètement extravagante : celle-ci pourrait accueillir plus de 5 000 spectateurs sur une superficie de 2 000 m2, avec un plafond culminant à plus de 30 m, représentant une voûte étoilée lumineuse. La tour du toit culmine à 35 mètres de hauteur,. Clin d'œil étymologique à son ambition, l’entrepreneur qui est fréquemment surnommé « le roi des cinémas » depuis qu'il s'intéresse à cet art visuel qui a connu ses balbutiements dans les baraques foraines, fait appel au latin (rex, « roi »), symbole de la culture classique, pour anoblir cet art nouveau.
Ses concepteurs sont l'architecte Auguste Bluysen et l'ingénieur John Eberson. La façade est conçue par le sculpteur Henri-Édouard Navarre et la décoration de la grande salle par Maurice Dufrène.
Le cinéma est aussi connu pour sa décoration intérieure. Spécialisés dans les « salles atmosphériques », ses architectes ont construit aux États-Unis plus de 400 décors de cités fantasmatiques sous des ciels nuageux, clairs ou étoilés.
Ici, la grande salle a été décorée par une ville « méditerranéo-antique » en relief, située en plein air avec ses parois colorées restituant l'ambiance Art déco des villas de la « French Riviera ».
Tous les souhaits de Jacques Haïk sont respectés, à l'exception du nombre de places, qu'il a fallu ramener à 3 300 à l'origine.
La salle du Grand Rex ouvre ses portes au soir du 8 décembre 1932, en présence de 3300 invités. Les Trois Mousquetaires de Henri Diamant-Berger est à l'affiche. Louis Lumière est invité d'honneur.
Le Figaro explique : « Avec l'avènement du cinéma parlant, les exploitants investissent dans de nouvelles salles plus grandes, plus spectaculaires, plus rentables aussi. La concurrence est rude, tous cherchent à proposer une « expérience » pour fidéliser le public. C'est dans cette optique que Jacques Haïk imagine la « salle atmosphère », dont les trois étages et les peintures sur les murs doivent donner l'impression que l'on est en plein air. Et dans un climat plus agréable que la grisaille parisienne. Toutes ces innovations contribuent à attirer un public féru d'exotisme ».
C'est l'une des plus grandes salles de cinéma de Paris et au monde depuis que le Gaumont-Palace de 6 000 places est fermé en 1972, puis détruit en 1973.
La cabine de projection se trouve dans l'encorbellement de la rue Poissonnière. La lanterne de l'angle est en fait seulement un treillis métallique, sur lequel a été projeté du mortier de ciment.
Le producteur et réalisateur Émile Couzinet ouvre un petit Rex à Bordeaux (800 places), réalisé par les mêmes architectes, qui fonctionne jusqu'aux années 1970.
Malgré le succès du Grand Rex, Jacques Haïk dépose le bilan et le revend à Gaumont, avant que Jean Hellmann, Alan Byre et Laudy Lawrence ne le rachètent à leur tour.

### Des années 1940 aux années 1980
Durant l'Occupation, le Grand Rex est saisi par l'armée allemande, qui le transforme en « Soldatenkino » pour distraire ses troupes permissionnaires. Une horloge éclairée est installée dans la salle et un haut-parleur diffuse les horaires des trains, même pendant le film, afin que les soldats puissent rejoindre leur unité. En septembre 1942, il est la cible d'un attentat à la bombe par le détachement Valmy.
Une fresque ornant l'entresol du cinéma, réalisée par Henri Mahé, figurait Charlie Chaplin parmi d'autres personnalités. Conspué par les nazis après la sortie du Dictateur, sa représentation est transformée en clown. Ce n'est que durant la pandémie de Covid-19 que l'original est redécouvert.
Le cinéma rouvre le 13 octobre 1944, après la Libération. Il programme un film américain, tandis que des chewing-gums sont proposés lors de l'entracte. Du 12 avril au 22 juin 1945, il ferme temporairement, transformé en centre d'accueil pour les prisonniers de guerre rapatriés. En 1946, Pinocchio est le premier long-métrage Disney à y être diffusé.
À cette époque, le programme du Grand Rex est scindé en deux parties, un entracte faisant la jonction : une première avec une ouverture musicale et les actualités, une seconde avec des attractions (« cascades d'eau, volcans en éruption… ») puis le film proprement dit. Danseuses, musiciens, machinerie et ouvreurs sont alors nécessaires au bon déroulement du spectacle.
À partir du 4 décembre 1953, le premier long métrage en CinémaScope, La Tunique, réalisé par Henry Koster, y est projeté, en tandem avec le cinéma de l'avenue des Champs-Élysées. Déjà en 1950, pendant la diffusion d'Autant en emporte le vent, le projectionniste avait agrandi l'image lors des scènes d'incendie.
Après l'échec de l'attraction « Le Miroir de Neptune » en 1953 (« des nageuses évoluent dans un bassin transparent installé sur la scène »), la « Féerie des eaux » est créée en mars 1954, lors de laquelle 3000 litres sont projetés à vingt mètres de hauteur avec des jeux de lumière et un accompagnement musical. C'est un succès : les jeux d'eau animent la grande salle chaque année à Noël depuis cette date, peu avant la projection du film Disney de fin d'année.
En 1957, l'escalier mécanique du Grand Rex est inauguré par Gary Cooper et Mylène Demongeot, succédant à des ascenseurs. C'est la première fois qu'une salle européenne se dotait de ce genre de matériel.
En 1960, le cinéma connaît une meilleure fréquentation que le musée du Louvre. Huit ans plus tard, la combinaison de la Féérie des eaux et du Livre de la jungle voit le Grand Rex accueillir environ 500 000 spectateurs.
En 1963, Alfred Hitchcock y présente son nouveau film, Les Oiseaux.
En 1974, trois petites salles sont ajoutées au complexe, à l'emplacement des loges et des salles de répétition. Le Rex Club, un club disco, remplace le dancing « Rêve », établissement chic créé en 1932.

### Depuis les années 1980
En 1983 y est organisée la cérémonie des César. Le directeur général Bruno Blanckaert se souvient : « Roman Polanski se charge de la mise en scène. Retransmise sur Antenne 2, c'est Catherine Deneuve qui préside la cérémonie ».
En 1984, le Grand Rex compte sept salles, puis huit en 1990, mais sans qu'il y ait eu besoin de diviser la grande salle, allant contre une tendance visible dans d'autres cinémas. Le Grand Rex et sa façade Art déco sont inscrits à l'inventaire des monuments historiques en 1981 par le ministre de la Culture Jack Lang,,.
En 1988 est installé le « Grand Large », un écran de 300 mètres carrés, ce qui en fait le plus grand d'Europe (hors IMAX) en indoor (en plein air, l'écran géant de la Piazza Grande, au Locarno Film Festival, fait 26 mètres de largeur sur 14 de hauteur, soit 364 mètres carrés). Conçu et réalisé par Luc Heripret, il est inauguré par Le Grand Bleu de Luc Besson, qui totalise au Grand Rex plus de 700 000 entrées après des mois à l'affiche,.
En 1988, le réalisateur Peter Jackson y reçoit un prix pour son film Bad Taste et en 2002 la chanteuse Britney Spears est présente pour la diffusion de Crossroads, où elle joue, occasionnant une émeute lors de laquelle des vitres extérieures sont brisées.
En 1997, le Grand Rex ouvre sa programmation à des festivals, aux concerts et one-man-shows de nombreux artistes qui se produisent sur scène.
George Lucas y autorise la première convention Star Wars en mai 2005.
En 2009, la façade est dotée d'enseignes numériques, dont la lumière met en valeur ses colonnes Art déco.
La même année, Le Grand Rex obtient l'exclusivité sur le documentaire Michael Jackson's This Is It. Le directeur Alexandre Hellmann se souvient : « Ce fut un raz-de-marée. Dès l'ouverture de la billetterie à 7 heures du matin sur Internet, les places se sont arrachées. Il y avait une file d'attente incroyable. Les gens dormaient devant la façade du Rex. Il y avait des tentes et des sacs de couchage partout sur les trottoirs. Cinq vingt-quatre médias ont couvert la projection du film. Nous avons été complets durant deux mois »,.
En 2017, la grande salle est rénovée.
Du 22 février au 8 mars 2020, la chanteuse Madonna s'y produit dans le cadre de sa tournée théâtrale Madame X Tour, accompagnant son quatorzième album Madame X. Plusieurs dates seront annulées, en raison de blessures de la chanteuse, ainsi que de la pandémie de Covid-19.

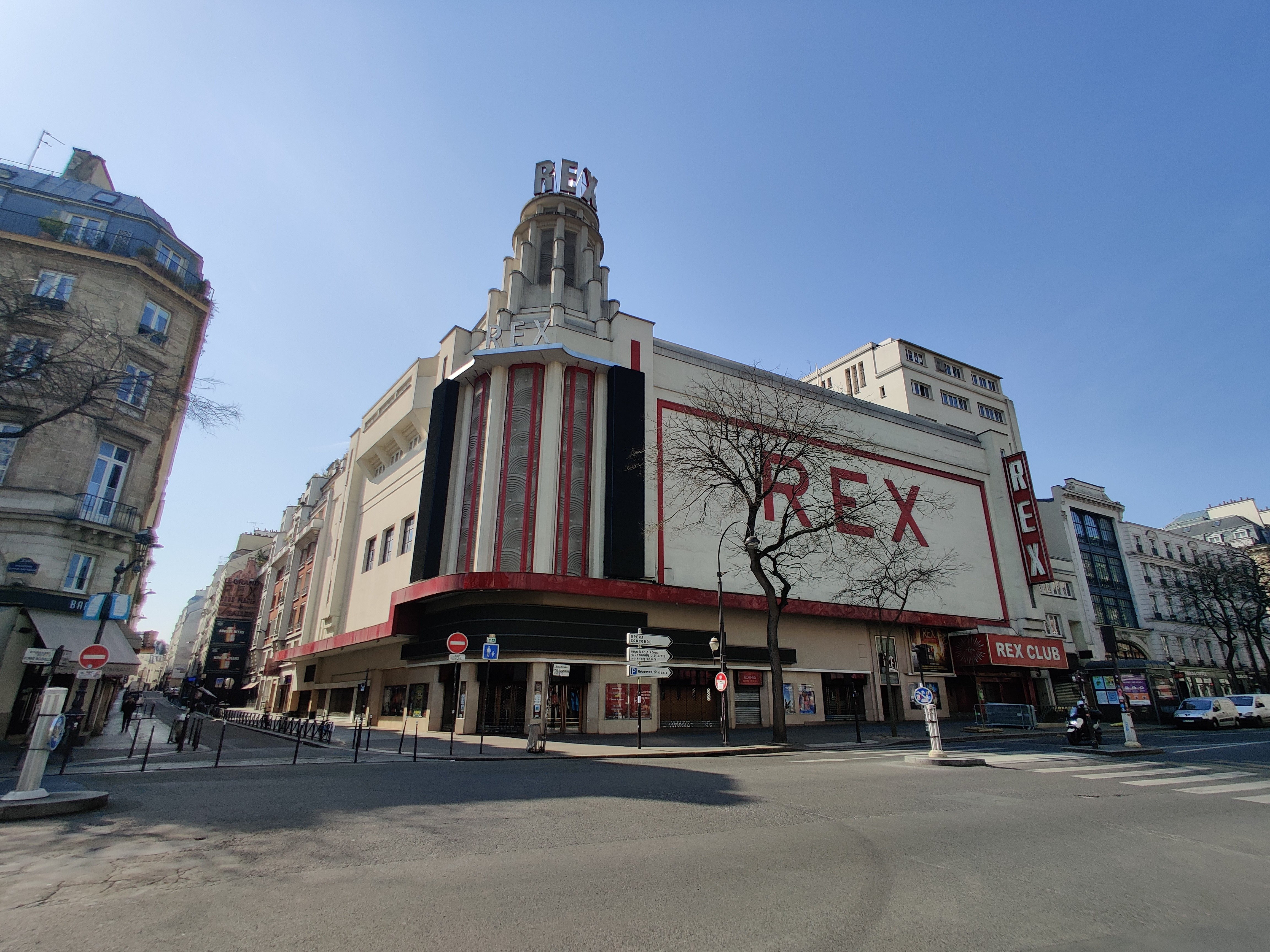
La façade, avant la restauration de 2022.

Si en temps normal sa fréquentation contemporaine approche le million de spectateurs, la pandémie de Covid-19 conduit le Grand Rex à fermer en août 2020, faute de public et de films suffisants, après avoir tenté en juin, à l'issue du premier confinement, la diffusion de rétrospectives et de marathons thématiques[réf. souhaitée]. À partir du mois de décembre de la même année, les façades et toitures du cinéma sont l'objet d'une restauration et rénovation complète réalisée par les architectes Antoine Petit, Nicolas Debicki, Grichka Martinetti (PNG) et Stéphane Thomasse (RA&F). Se terminant en décembre 2022, elle se caractérise notamment pour une décoration de la façade inspirée de celle du bâtiment originel de 1932.
Le 8 décembre 2022, le Grand Rex fête ses 90 ans. La grande salle devient officiellement la plus grande salle de cinéma au monde ayant une activité régulière. À la suite de travaux, la façade a été rénovée, qui a retrouvé « les teintes champagne, ivoire et crème de la façade originelle des années 1930 » explique Alexandre Hellmann. The Fabelmans de Steven Spielberg est alors à l'affiche.
Pendant l’été 2023, le Grand Rex développe son projet de nouvelle salle premium. Prenant place dans la salle 2, d’une capacité actuelle de 500 places, la salle premium du Grand Rex offre aux spectateurs de nouveaux équipements de pointe et une expérience cinéma inédite. Avec un nouveau design, le son Dolby Atmos, des sièges inclinables, un bar à l’arrière de la salle et un écran Real-D Ultimate, la salle Infinite offre aux spectateurs une nouvelle façon de voir des films. Grâce à ses deux kilomètres de leds, toute l’avant séance est adaptée en couleurs pour le visionnage du film que le spectateur va voir. Une prouesse réalisée par ABP architectes.
En conséquence, le Grand Rex a reçu plusieurs prix. En 2022, il reçoit le titre de meilleure salle classique de l’année pour la région EMEA (Europe, Moyen Orient et Afrique), par l’international Cinema Technology Association (ICTA). En 2024, il reçoit le prix de l'Award of Excellence in Cinema lors du CinemaCon de Las Vegas.
Le Grand Rex est devenu, en France et même en Europe, l'un des lieux emblématiques du cinéma, remarquable par son architecture et sa décoration. Il peut accueillir aujourd'hui de 2 700 à 2 800 spectateurs dans sa grande salle.
Il est aujourd'hui connu pour accueillir de grandes avant-premières avec les équipes de films ainsi que des événements spéciaux, appelés « Marathons », réunissant les fans d'une franchise (Star Wars, Marvel Cinematic Universe, les adaptations de l'œuvre de Tolkien, Nuits Nanarland ou encore Hunger Games par exemple).

## Fiche technique
- Équipement : 7 salles de 2 702, 500, 262, 210, 155, 125 et 100 places ; projections en 35 mm et numérique – son stéréophonique en Dolby/Digital Theater Systems
- Propriétaire : Marianne Hellmann
- Exploitant : SAS Le Grand Rex Paris

### La Grande Salle
- 2 702 places assises[4] (dont 98 strapontins), réparties sur 3 niveaux,
- des fauteuils en cuir larges et confortables pour l'orchestre,
- une mezzanine dotée des mêmes fauteuils que l'orchestre,
- un 2e balcon de 1 200 places,
- une arche lumineuse,
- une grande scène modulable (spectacles et concerts),
- un écran de scène de 16,90 m de base sur 7 de haut situé sur la scène (sous l'arche lumineuse),
- trois projecteurs DP 32 4K,
- un écran appelé Le Grand Large, de 24,90 m de base et 11,35 m de haut (environ 280 m2). Il est dissimulé dans le plafond et se déroule devant l'arche lumineuse.

La grande salle
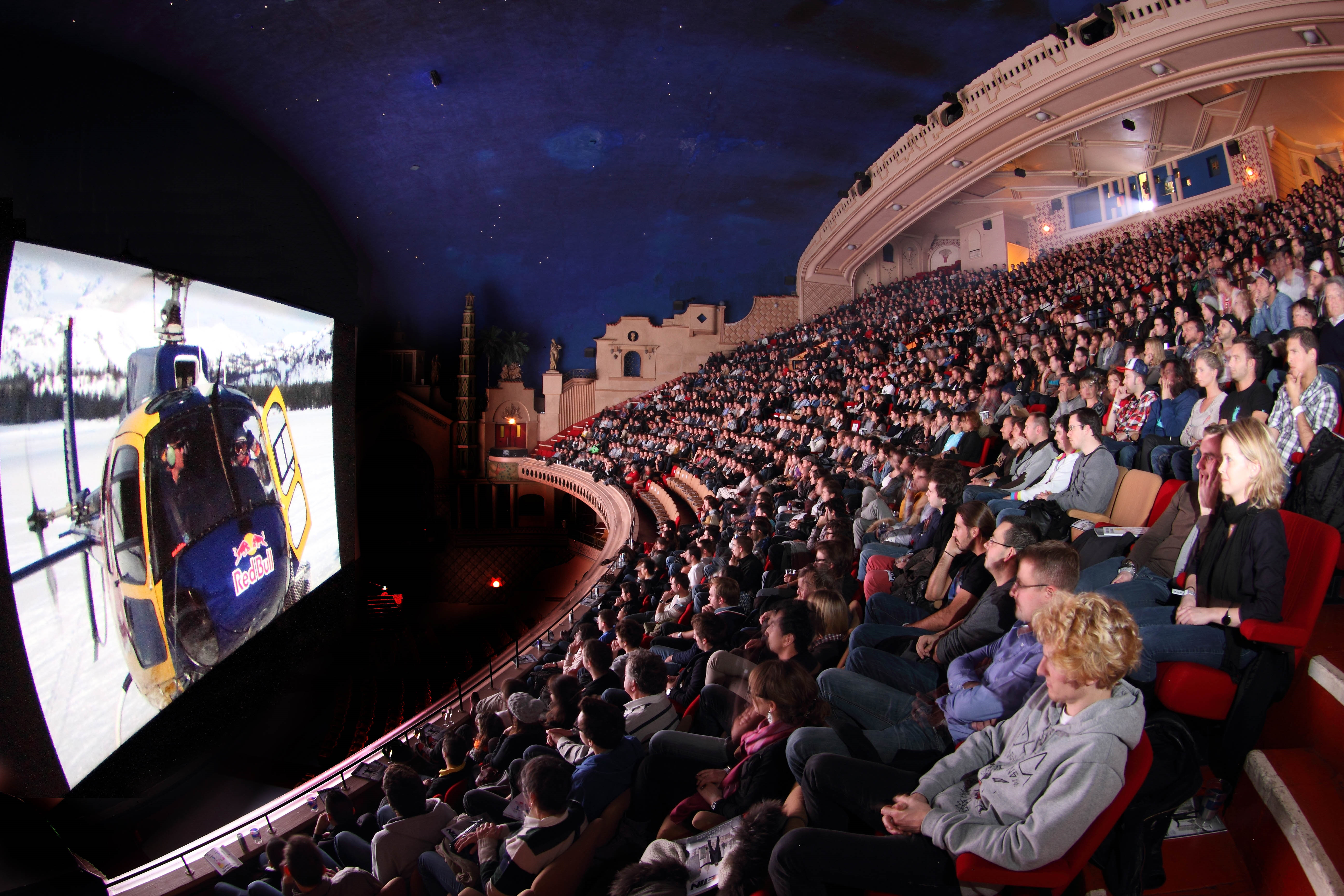
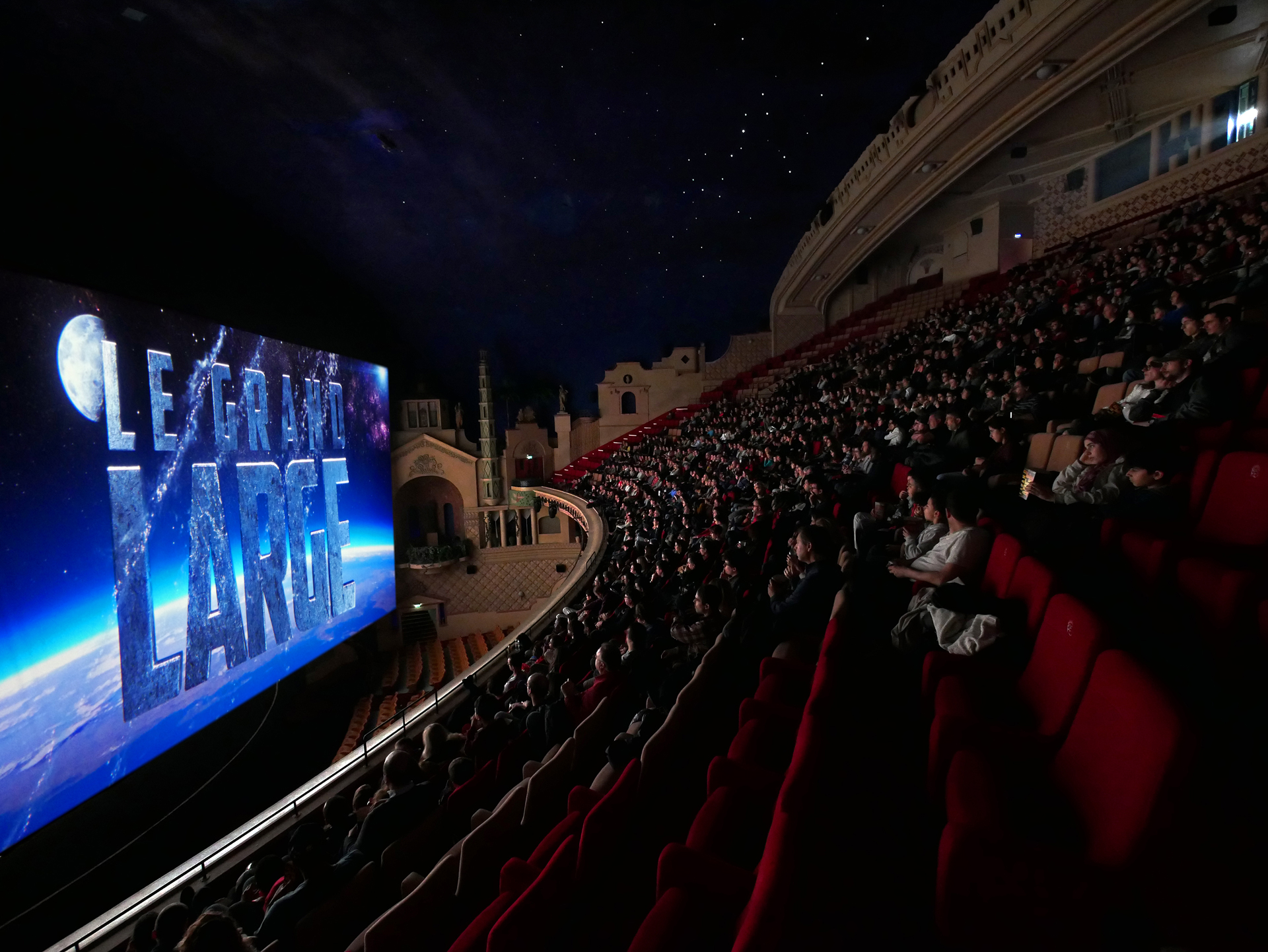
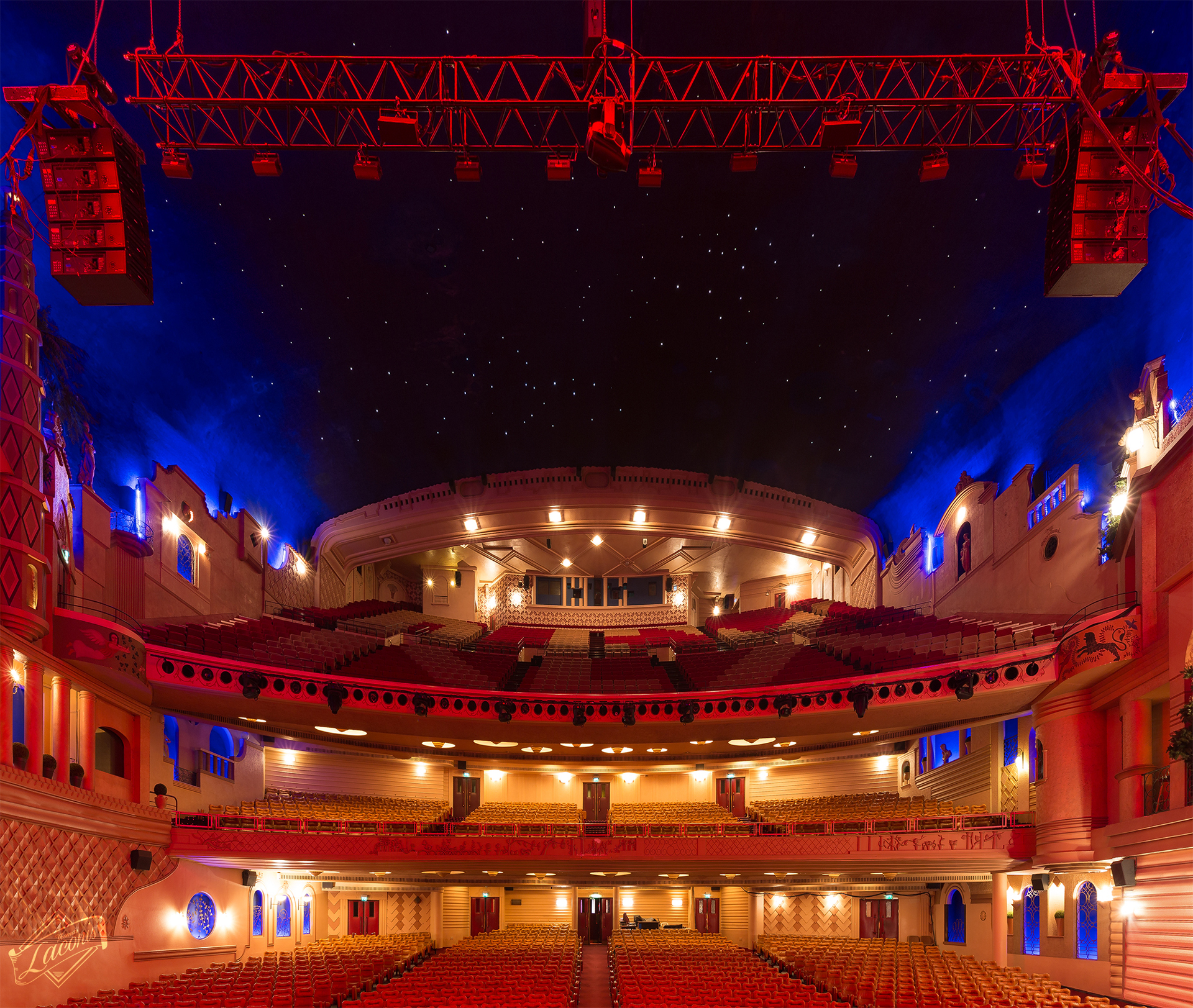

### Le Grand Large
Cet écran, l'un des plus grands de France, qui occupe toute la largeur disponible de la salle est masqué dans le plafond du cinéma et ne sort que pour la projection. Lors de sa descente dans la pénombre, les spectateurs peuvent découvrir une présentation originale en 2D ou 3D.
Le public est placé uniquement sur le 2e balcon et se retrouve à une distance particulièrement proche de l'écran.
- Projection : 2 projecteurs Barco DP32 en 4k[21].

### Les autres salles du Rex
Depuis 2017, Le Grand Rex a rénové chaque année ses salles. On y retrouve :
- La salle 2 : 266 places (non accessible PMR)[6]
- La salle 3 : 238 places appelée la salle « Gotham » (non accessible PMR)[6]
- La salle 4 : 122 places (non accessible PMR)[6]
- La salle 5 : 163 places appelée la salle « Matrix » (accessible PMR)[6]
- La salle 6 : 78 fauteuils appelée la salle « Love » (non accessible PMR)[6]
- La salle 7 : 109 places appelée la salle « Tron » (non accessible PMR)[6]

Autres salles
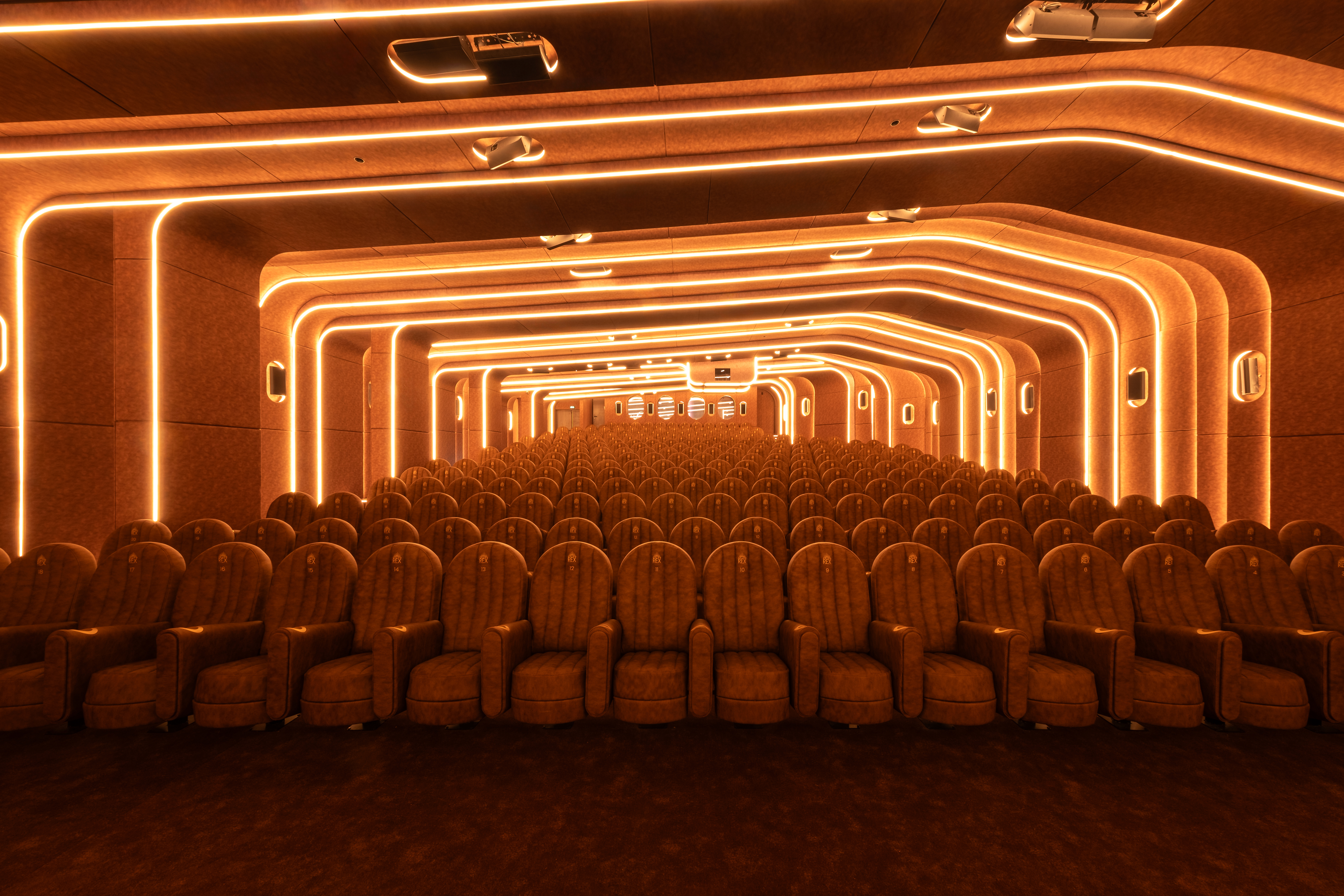
Salle Infinite.
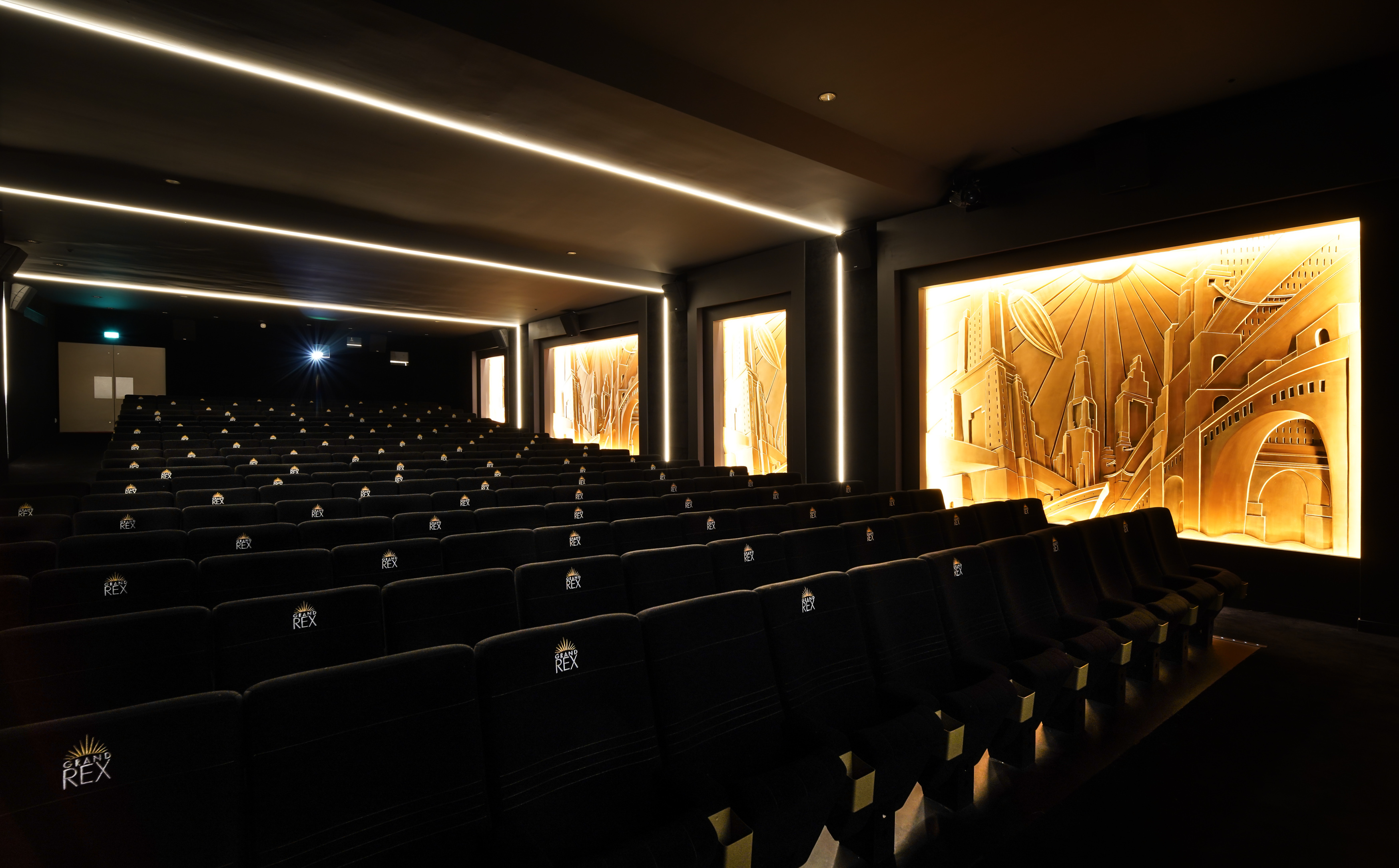
Salle 3[22].
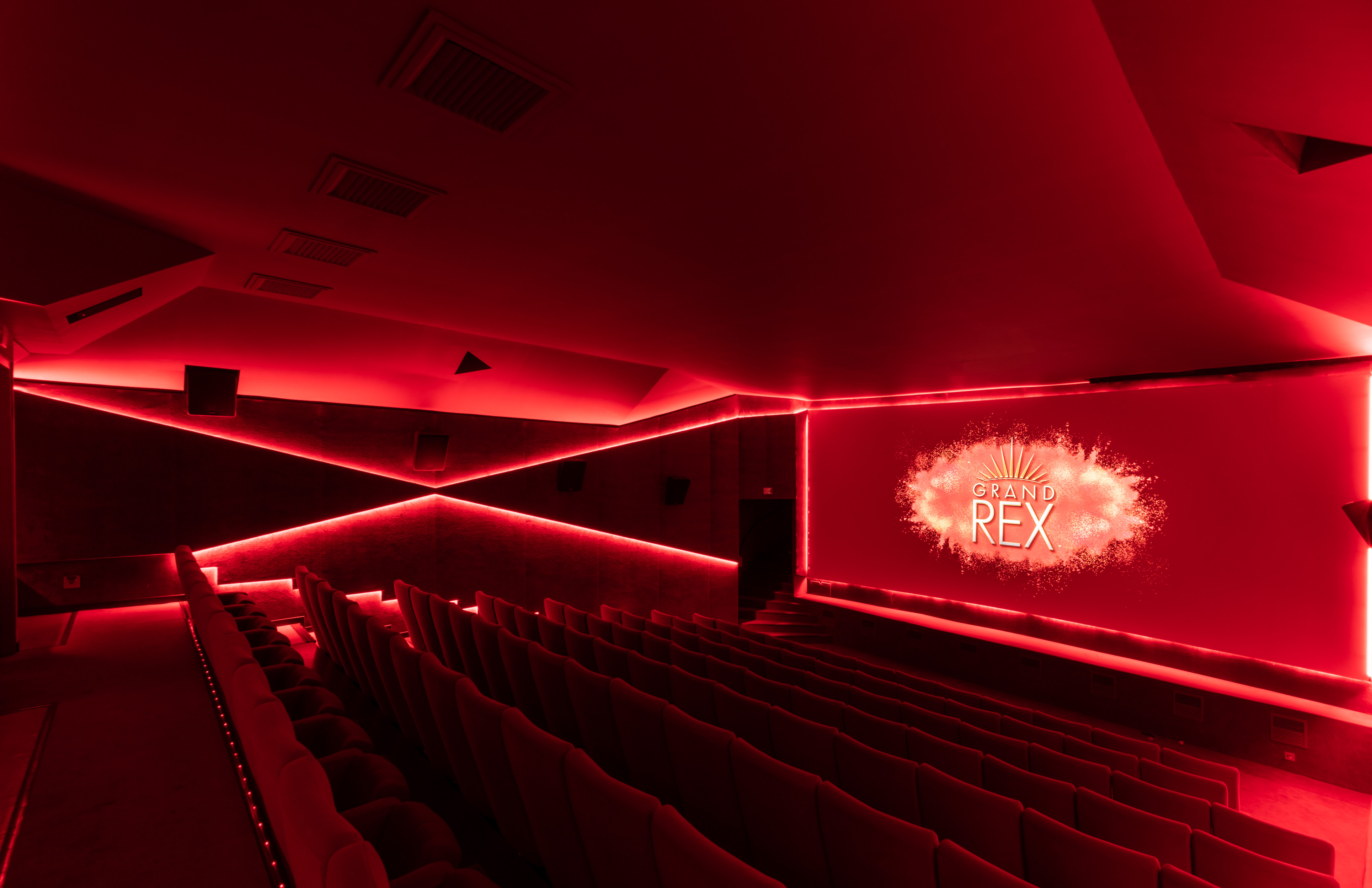
Salle 4[22].
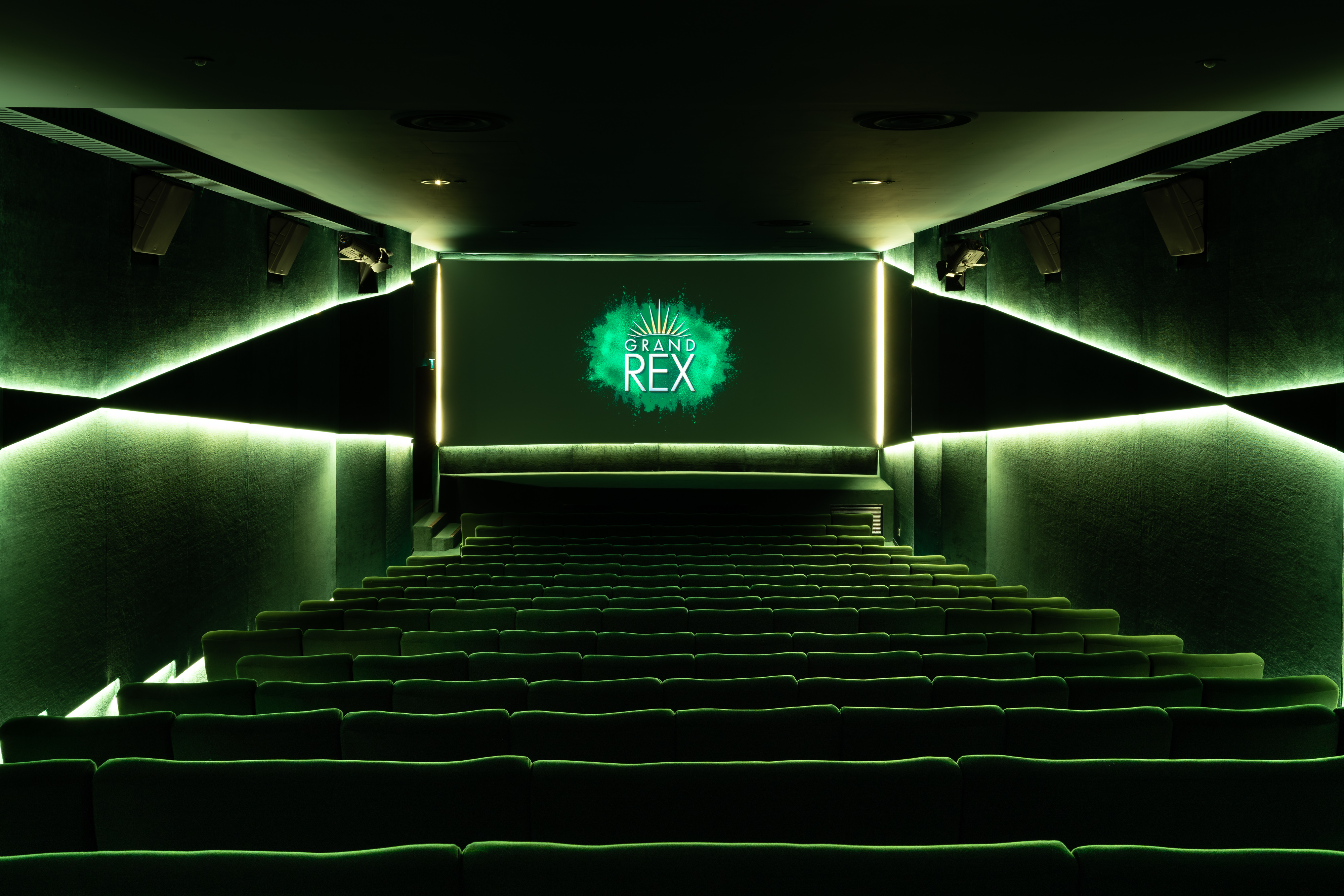
Salle 5[22].
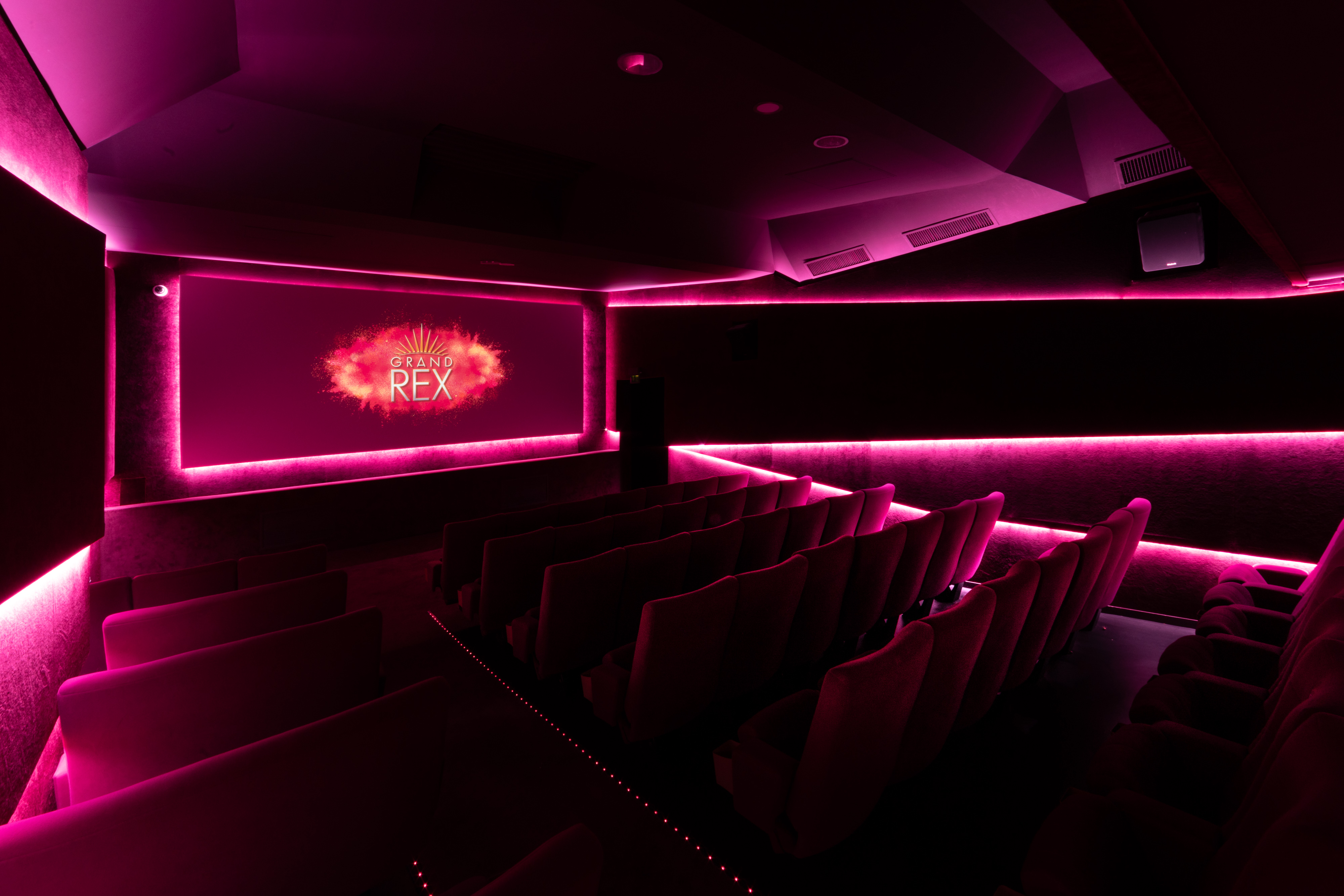
Salle 6[22].
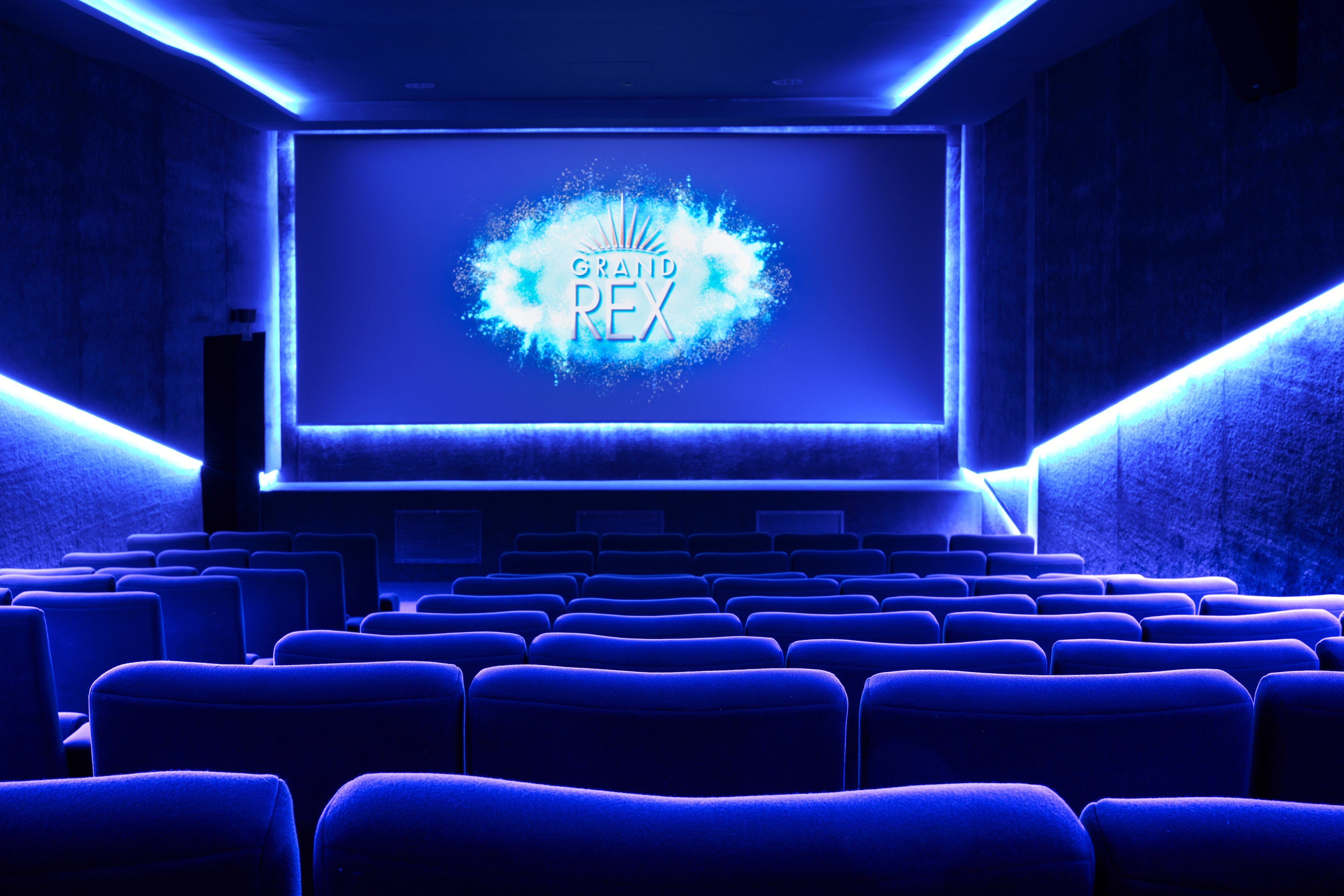
Salle 7[22].

## Rex Studios
Un parcours de 50 min est proposé derrière le grand écran, dans les coulisses et les espaces techniques du cinéma. Initié par Francois Confino et Philippe Hellmann, il est conçu et réalisé par Luc Heripret, en collaboration avec le scénographe Pascal Mazoyer. Le parcours évoque l'histoire du Rex pour ensuite pénétrer dans le monde des métiers et des trucages du cinéma de façon interactive et ludique : parcours pédestre et filmé. Le visiteur devient peu à peu le figurant d'un tournage avant d'être projeté dans un extrait de film, dont il pourra acheter l'enregistrement.

## Jeu d'évasion
En 2021, le Grand Rex propose une nouvelle attraction qui plonge les spectateurs dans des énigmes pour les aider à sauver les classiques du cinéma. Ce jeu d'évasion qui évolue à travers différentes pièces représentant les thèmes principaux du 7e art oblige les joueurs à se concentrer pour amasser un maximum de points.
Le jeu est conçu et réalisé par Luc Heripret et Team Break au sein de Rex Studios.